# Lodovico Zuccolo (juriste)
Pour les articles homonymes, voir Zuccolo.
Lodovico Zuccolo, jurisconsulte italien, que l'on a confondu quelquefois avec l'écrivain Lodovico Zuccolo, naquit en 1599, à Santa-Croce, maison de campagne près de Carpi, dans l'actuelle province de Modène, en Émilie-Romagne, que ses parents habitaient une partie de l'année. 

## Biographie
Ayant achevé ses cours et reçu le laurier doctoral, en 1617, à l'université de Bologne, Lodovico Zuccolo revient à Carpi, où il remplit successivement les premières charges municipales. 
Avec l'agrément du duc de Modène, son souverain, il accepte, en 1637, la place d'auditeur de la rote de Florence : d'autres emplois également honorables et lucratifs furent la récompense de ses talents. 
Rappelé par le duc de Modène, il est nommé par ce prince conseiller de justice et auditeur général, et il exerce cette double charge avec distinction jusqu'à sa mort, survenue en 1668. 

## Œuvres
On ne connaît de Lodovico Zuccolo qu'un seul ouvrage ; c'est un traité de politique De ratione status, imprimé à Hambourg, 1663, in-8. (voir la Bibl. Modenese de Girolamo Tiraboschi, t. 5 et 6.)

## Sources
- « Lodovico Zuccolo (juriste) », dans Louis-Gabriel Michaud, Biographie universelle ancienne et moderne : histoire par ordre alphabétique de la vie publique et privée de tous les hommes avec la collaboration de plus de 300 savants et littérateurs français ou étrangers, 2e édition, 1843-1865 [détail de l’édition]